# Euceropsila tertius
Euceropsila tertius är en insektsart som beskrevs av Boulard 1979. Euceropsila tertius ingår i släktet Euceropsila och familjen hornstritar. Inga underarter finns listade i Catalogue of Life.